# Dasypus kappleri
Dasypus kappleri е вид бозайник от семейство Броненосцови (Dasypodidae).

## Разпространение
Видът е разпространен в Боливия, Бразилия (Акри, Амазонас, Амапа, Мараняо, Мато Гросо, Пара, Рондония и Рорайма), Венецуела, Гвиана, Еквадор, Колумбия, Перу, Суринам и Френска Гвиана.